# Барбаро, Иосафат
Иосафат Барбаро (итал. Giosafat Barbaro, 1413, Венеция — 1494, там же) — венецианский купец, дипломат, путешественник и государственный деятель. Автор сочинения о своих путешествиях по разным частям Восточной Европы — по степным и приморским территориям Северного Причерноморья и Приазовья и по приморскому Кавказу.

## Биография
Иосафат Барбаро происходил из венецианского аристократического рода Барбаро. В детстве потерял отца. В 1434 году женился на девушке из рода Дуодо. В 1436 году покинул Венецию по торговым делам и отправился в Тану — венецианскую колонию в излучине Дона на берегу Азовского моря — и оставался там на протяжении 16 лет, до 1452 года. Здесь венецианские купцы с выгодой занимались рыбным промыслом, хотя бывали убытки и разрушения после периодических проходов татарских орд поблизости от Таны. В поездках по степи Барбаро научился с уважением относиться к чужеземцам независимо от их культурного уровня. В близком соседстве с татарами, изучив татарский язык, он умел дружить с ними, ценить их суждения и помогать им, когда это требовалось. Это сближало его с татарской средой как в Тане, так и в степи. Он хорошо знал образ жизни, нравы и обычаи кочевников.
После возвращения несколько лет прожил в Венеции, отклонив в 1460 году предложенный Сенатом пост консула в Тане. В 1463 году, с началом венециано-турецкой войны 1463—1479 годов был послан ревизором в Далмацию. В 1465 году получил назначение проведитором в Албанию, где тогда развернулись военные действия между поддержанными Венецией албанскими князьями и турками. В августе 1465 года был назначен командующим венецианскими войсками в Албании, подтверждался на этом посту в 1469 году. В 1470 году был отозван в Венецию, чтобы возглавить венецианское посольство к шаху Персии Узун-Хасану с целью побудить последнего на ведение войны с Турцией. В 1473 году был утверждён в должности посла и отправился на Восток вместе с персидским послом, выехавшим из Венеции на родину. Кроме того, с посольством было отправлено в Персию большое количество огнестрельного оружия и пороха.
Посольство морем добралось до Фамагусты на Кипре. Здесь Барбаро узнал о тяжёлом поражении, которое нанесли турки войскам Узун-Хасана под Эрзинджаном 10 августа 1473 года, и о выходе шаха из войны. Далее посольство двигалось через Каир, Адану, Урфу, между озёрами Ван и Урмия на Тебриз. В горах Тавр на посольство напали курды, персидский посол был убит, а сам Барбаро ранен, но сумел спастись. 14 апреля 1474 года венецианец прибыл ко двору шаха, позднее сопровождал его в поход на Грузию. Попытки склонить Узун-Хасана к новой войне с Турцией не удались, и в 1477 году Барбаро, уже после смерти шаха, выехал на родину. Вернулся в Венецию в марте 1479 года, уже после заключения тяжёлого мира с Османской империей.
В 1482—1485 годах Барбаро — подеста и капитан города Ровиго и генеральный проведитор области Полёзине. Был советником дожа Агостино Барбариго, по настоянию которого в конце 1480-х годов написал две книги своих «Путешествий» — в Тану и в Персию (в своём труде Барбаро не назвал имени человека, который уговорил его писать).
В сочинение «Путешествие в Тану» Барбаро включил и описание Москвы, хотя сам там никогда не был. Согласно исследованиям Е. Ч. Скржинской, труд в окончательном виде был представлен в конце 1488 года (или в 1489 году). В предисловии к первой его части — «Путешествие в Тану» — Барбаро привёл перечень авторов, оставивших записи о своих странствиях, причём последний в списке — Амброджо Контарини (действительно побывавший в Москве), издание труда которого появилось в Венеции в январе 1487 года.
Имел сына и трёх дочерей. Как увлечение можно рассматривать его интерес к драгоценным камням — блеск и красоту их лучших экземпляров он описал в своём «Путешествии в Персию».